# 49P/Arend-Rigaux
La comète Arend-Rigaux, officiellement 49P/Arend-Rigaux, est une comète périodique du système solaire, découverte le 5 février 1951 par Sylvain Arend et Fernand Rigaux à Uccle en Belgique.